# 楊齢
| 姓名         | 楊齢     |
| 職官         | 管軍校尉 |
| 陣営・所属等 | 韓玄     |

楊 齢（よう れい）は、中国の通俗歴史小説『三国志演義』に登場する架空の武将。
後漢末期の長沙太守韓玄の部将で管軍校尉。関羽が500騎で長沙に攻めてきた時、黄忠を向わせようとした韓玄に向かって、「老将軍が出陣するまでもない」と志願して迎撃に出る。一千の兵を率いて関羽と対戦するが、一騎討ちで一刀のもとに唐竹割りにされてしまう。